# Marc-André Fleury
Marc-André Fleury (* 28. November 1984 in Sorel, Québec) ist ein ehemaliger kanadischer Eishockeytorwart. Zwischen 2003 und 2025 bestritt er über 1000 Partien für vier Teams in der National Hockey League (NHL). Er gilt als einer der besten Torhüter der Ligageschichte, so wird er in absolvierten Spielen und Siegen (575) nur von Martin Brodeur übertroffen.
Beim NHL Entry Draft 2003 wurde Fleury an erster Stelle von den Pittsburgh Penguins ausgewählt. Nach dem Erreichen der Finalserie 2008 gewann er in den Playoffs 2009 seinen ersten Stanley Cup mit dem Team. Diesem folgten zwei weitere Erfolge in den Jahren 2016 und 2017. Insgesamt verbrachte er 13 Jahre in Pittsburgh und hält dort zahlreiche Franchise-Rekorde, unter anderem für die meisten Einsätze, Siege und Shutouts. Anschließend verbrachte er vier Jahre bei den Vegas Golden Knights, die ihn im NHL Expansion Draft 2017 ausgewählt hatten. Mit diesen erreichte er in den Playoffs 2018 abermals das Endspiel, unterlag dort allerdings den Washington Capitals, und gewann in deren Trikot im Jahre 2021 die William M. Jennings Trophy sowie die Vezina Trophy als bester Torhüter der NHL. Ferner war er gegen Ende seiner Karriere für die Chicago Blackhawks und die Minnesota Wild aktiv.
Auf internationaler Ebene gewann Fleury mit dem Team Canada bei den Eishockey-Juniorenweltmeisterschaften 2003 und 2004 jeweils die Silbermedaille. Bei den Olympischen Winterspielen 2010 stand er im Aufgebot der kanadischen Nationalmannschaft und gewann mit dieser die Goldmedaille.

## Karriere

### Ligue de hockey junior majeur du Québec (bis 2003)
Marc-André Fleury begann im Alter von sechs Jahren in seiner Heimatstadt Sorel-Tracy mit dem Eishockeyspielen, nachdem seine Tante ein Jahr zuvor begonnen hatte, mit ihm auf der Straße zu trainieren. Er entschied sich dabei schnell für die Torwartposition, da er nach eigenen Angaben kein guter Torschütze war und im Tor außerdem nicht ausgewechselt wurde. Nachdem er bei mehreren Juniorenvereinen in seiner Heimatstadt aktiv gewesen war, wechselte er an das Collège Charles-Lemoyne in Longueuil und spielte als Torwart in der dortigen Schulmannschaft, den Riverains du Collège Charles-Lemoyne, in der Midget-AAA-Liga der Provinz Québec. Dabei blieb er unter anderem einmal 126 Minuten am Stück ohne Gegentor. Im Jahr 2000 wurde Fleury im Midget Draft der Ligue de hockey junior majeur du Québec an 16. Position von den Cape Breton Screaming Eagles aus der Provinz Nova Scotia ausgewählt.
Daraufhin wechselte er im Alter von 15 Jahren ans Cape Breton, das etwa 1200 Kilometer von seiner Heimatstadt entfernt liegt. Zusätzlich musste sich Fleury, der im französischsprachigen Québec aufwuchs, zunächst auf die englische Sprache in Nova Scotia umstellen. Sein erstes Spiel in der höchsten Juniorenliga Québecs bestritt er am 23. September 2000 gegen die Castors de Sherbrooke, das die Screaming Eagles mit 0:6 verloren. Am Ende seiner Rookie-Saison hatte Fleury 35 Spiele absolviert und dabei zwölf Siege verzeichnet. In den Play-offs besiegte seine Mannschaft zunächst die Saguenéens de Chicoutimi in sieben Spielen, schied allerdings in der folgenden Runde aus. Im Verlauf der Play-offs stand Fleury aber nur gut 30 Minuten auf dem Eis.
In der Saison 2001/02 wurde Marc-André Fleury zum Stammtorhüter bei den Screaming Eagles und absolvierte 55 Spiele in der regulären Saison, in denen ihm 26 Siege und eine Fangquote von 91,5 Prozent gelangen. Auf dem dritten Platz der Division Maritimes war die Mannschaft für die Play-offs qualifiziert und besiegte dort in den ersten beiden Runden den Drakkar de Baie-Comeau und die Halifax Mooseheads, bevor Fleurys Team wie im Vorjahr auf die Acadie-Bathurst Titan traf. Gegen das Team aus New Brunswick schieden die Screaming Eagles allerdings erneut in fünf Spielen aus. In den Play-offs bestritt Fleury alle Einsätze für seine Mannschaft.
In der folgenden Saison der LHJMQ wurde Marc-André Fleury im Januar 2003 zum CHL Top Prospects Game eingeladen, bei dem jährlich die 40 für den kommenden NHL Entry Draft am höchsten eingeschätzten Spieler auflaufen. Nach Ablauf der regulären Saison wurde er außerdem mit dem Trophée Michael Bossy ausgezeichnet, der an den Spieler der Liga vergeben wird, dem die höchsten Chancen in der National Hockey League eingeräumt werden. Aufgrund seiner Leistungen in der Saison wurde Fleury auch zum Defensiven Spieler des Jahres und in das Second All-Star Team der LHJMQ gewählt. Auch von der Dachorganisation der höchsten drei kanadischen Juniorenligen, der Canadian Hockey League, wurde er in das dritte All-Star Team gewählt. Obwohl er mit diesen Auszeichnungen bei der Preisverleihung der Trophäen zu den erfolgreichsten Spielern der Liga gehörte, konnte Fleury mit den Screaming Eagles in den Play-offs nicht überzeugen, wo die Mannschaft gegen den Divisionskonkurrenten Halifax Mooseheads in der ersten Runde gesweept wurde, also ausschied, ohne ein einziges Spiel zu gewinnen.

### Anfänge in der NHL und Lockout (2003–2005)

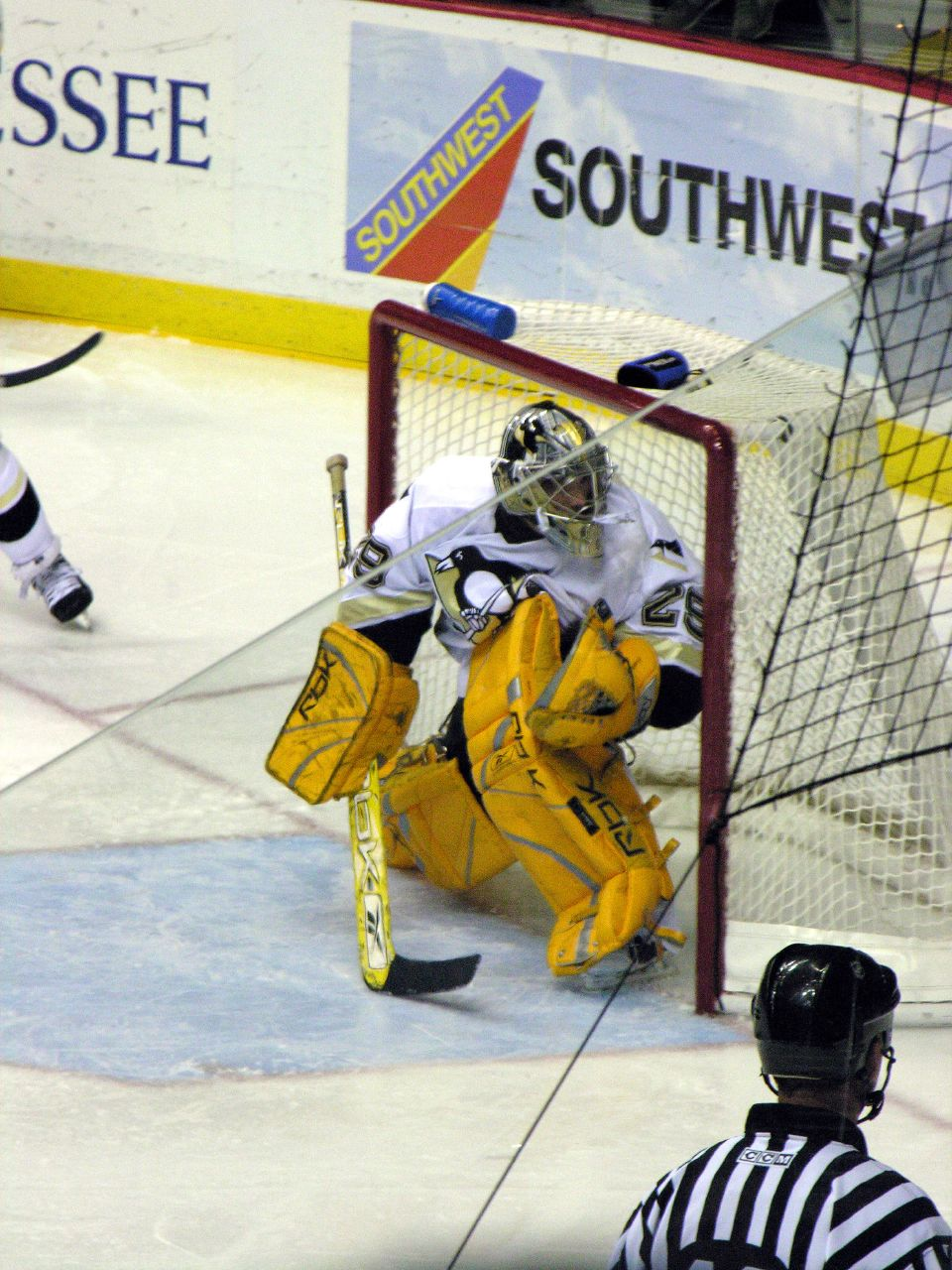
Fleury im Dress der Pittsburgh Penguins

Vor dem NHL Entry Draft 2003, bei dem sich die 30 Mannschaften der National Hockey League die Rechte an Juniorenspielern sicherten, galt Fleury als einer der am höchsten eingeschätzten Kandidaten, an erster Stelle ausgewählt zu werden. Der Draftjahrgang wurde später als einer der besten der Ligageschichte bezeichnet. Eigentlich hätten die Florida Panthers als Gewinner der Draft Lottery an erster Stelle gezogen, doch wenige Stunden vor der Veranstaltung gaben sie diesen Draftpick gemeinsam mit ihrem Drittrunden-Wahlrecht an die Pittsburgh Penguins ab, die dafür zwei Draftpicks für die dritte und 55. Gesamtposition sowie den Stürmer Mikael Samuelsson nach Florida transferierten. Beim Entry Draft wählten die Penguins schließlich Marc-André Fleury als Gesamtersten aus. Er war damit nach Rick DiPietro, der 2000 gedraftet worden war, erst der zweite Torhüter in der Geschichte der NHL Entry Drafts, der an erster Position ausgewählt wurde.
Fleury unterzeichnete am 6. Oktober 2003, vier Tage vor Saisonbeginn, einen leistungsorientierten Vertrag mit den Pittsburgh Penguins. Zunächst wohnte er nach seiner Berufung in den NHL-Kader bei der Familie von Mario Lemieux, dem Eigentümer des Franchise, bis er eine eigene Wohnung gefunden hatte. Sein NHL-Debüt gab der Torwart zum Saisonauftakt der NHL 2003/04 gegen die Los Angeles Kings. Dabei wehrte Fleury 46 von 48 Schüssen auf sein Tor ab, darunter auch einen Penalty Shot von Esa Pirnes. Obwohl die Penguins das Spiel mit 0:3 verloren, wurde Fleury im Anschluss in einem Zuschauer-Voting zum First Star des Spiels gewählt. Er war damit einer von nur drei Torhütern in den 2000er-Jahren, die mit 18 Jahren zu ihrem NHL-Debüt kamen. Seinen ersten Sieg konnte er im nächsten Spiel, einem 4:3 gegen die Detroit Red Wings, verzeichnen. Ende des Monats gelang ihm gegen die Chicago Blackhawks dann das erste Shutout, ein Spiel ohne Gegentor, seiner NHL-Karriere. Für seine starken Leistungen im ersten Monat der Saison wurde Fleury zum Rookie des Monats Oktober gewählt.
Im Laufe der Spielzeit ließen seine Leistungen allerdings nach und er kehrte, nachdem er 21 Spiele in der NHL bestritten hatte, Ende Januar 2004 zu seinem Juniorenteam in die LHJMQ zurück. Damit verpasste er die notwendigen Kriterien für einen Gehaltsbonus, der ihm 3 Millionen Dollar eingebracht hätte. Fleury bestritt zu Saisonende zehn Spiele für die Screaming Eagles, von denen das Team acht gewann. Damit stand die Mannschaft zum ersten Mal in ihrer Geschichte auf dem ersten Platz der Division und erhielt damit ein Freilos für die erste Runde der Play-offs. In der zweiten Runde traf sie auf die Saguenéens de Chicoutimi, wo die Screaming Eagles ihrer Favoritenrolle allerdings nicht gerecht wurden. Zwar gewannen sie das erste Spiel der Serie, schieden aber schließlich nach fünf Spielen aus.
Wenige Tage nach dem letzten Spiel in der LHJMQ wurde Marc-André Fleury erstmals in den Kader der Wilkes-Barre/Scranton Penguins, dem Farmteam der Pittsburgh Penguins in der American Hockey League, berufen. Diese starteten wenige Tage später in die Play-offs um den Calder Cup, den Titel der AHL. Nachdem Fleury dort das erste Spiel, eine 4:5-Niederlage nach Overtime, für die Penguins bestritt, wurde er im Tor wieder von Andy Chiodo abgelöst und war für den Rest der Play-offs Reservist. Nach Siegen gegen die Bridgeport Sound Tigers, die Philadelphia Phantoms und den Hartford Wolf Pack in den ersten drei Runden der Play-offs gelang es den Penguins, in die Finalserie um den Calder Cup einzuziehen. Dort wurden die Penguins allerdings von den Milwaukee Admirals gesweept. Dabei kam Fleury erneut zum Einsatz, als er im letzten Spiel der Finalserie eingewechselt wurde. Allerdings konnte er eine 2:7-Niederlage nicht mehr verhindern.
Nachdem sich abzeichnete, dass die NHL-Saison 2004/05 wegen des Spielerstreiks (Lockout) ausfallen würde, entschied der General Manager der Pittsburgh Penguins, Craig Patrick, dass Marc-André Fleury gemeinsam mit Andy Chiodo das Torhüter-Duo der Wilkes-Barre/Scranton Penguins für die folgenden AHL-Saison bilden sollte. Nach kurzer Zeit gelang es Fleury, sich als Stammtorhüter der Mannschaft zu etablieren und absolvierte in der Saison 2004/05 über 50 Einsätze, bei denen er 26 Siege und fünf Shutouts erreichte. Als Viertplatzierte der East Division erreichte die Mannschaft die Play-offs. Dabei wurde Fleury nach dem ersten Spiel, einer 2:5-Niederlage gegen die Binghamton Senators, erneut von Chiodo im Tor der Penguins abgelöst. Nachdem die Mannschaft die Serie gegen die Senators noch drehte, schied sie in der zweiten Runde gegen den späteren Calder-Cup-Sieger, die Philadelphia Phantoms, aus.

### Erste vollständige Saisons und Stanley-Cup-Finale (2005–2008)

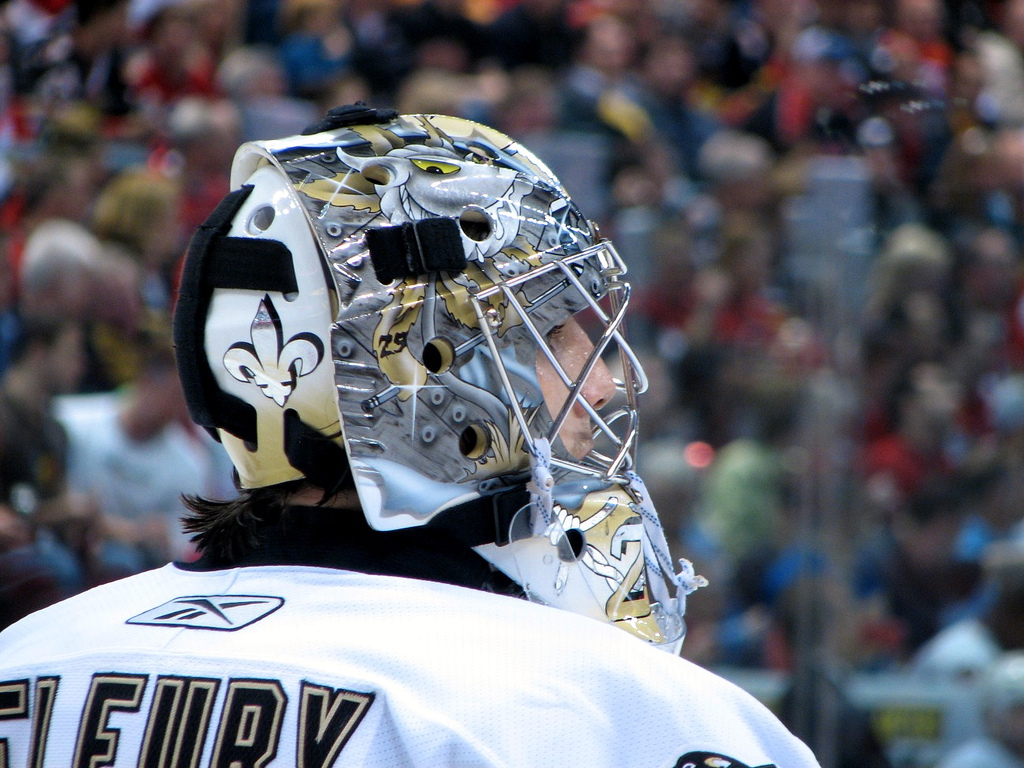
Fleury im Jahr 2007

Zu Beginn der Saison 2005/06 blieb Fleury zunächst in Wilkes-Barre. Das Management wählte Sébastien Caron als zweiten Torwart hinter NHL-Stammtorhüter Jocelyn Thibault aus, damit Fleury in der AHL mehr Spielpraxis sammeln konnte. Nach einer Verletzung Thibaults zu Saisonbeginn wurde er aber doch für die ersten drei Saisonspiele in den NHL-Kader berufen. Anschließend kehrte er Mitte Oktober 2005 in die AHL zurück und spielte dort mit sechs Siegen in Folge und einem Gegentorschnitt von 1,17 einen perfekten Saisonstart. Damit verhalf er den Wilkes-Barre/Scranton Penguins zu neun Siegen in Folge, was die längste Siegesserie der Mannschaftsgeschichte darstellte. Nach Ende des Monats Oktober wurde er dafür als AHL-Torhüter des Monats ausgezeichnet.
Ende November wurde er aufgrund seiner Leistungen und der Verletzungsprobleme von Thibault wieder in den NHL-Kader der Pittsburgh Penguins berufen. Im Laufe der restlichen Saison absolvierte Fleury über 50 Ligaspiele und konnte sich schließlich als Stammtorhüter in Pittsburgh etablieren. Die Penguins schlossen die Saison allerdings mit nur 58 Punkten auf dem letzten Platz der Division und dem vorletzten der gesamten Liga ab. Mit insgesamt 316 Gegentoren waren sie ligaweites Schlusslicht. Da das Team damit die Qualifikation für die Play-offs deutlich verpasste, kehrte Fleury zu den Play-offs in die AHL zurück, wo er in Wilkes-Barre fünf Spiele bestritt und sich im Tor mit Dany Sabourin abwechselte. Nachdem sie in der ersten Runde wie bereits zwei Jahre zuvor die Bridgeport Sound Tigers besiegten, scheiterten die Penguins an den Hershey Bears, die später den Calder Cup gewannen. In der Off-Season unterzeichnete Fleury als Free Agent mit den Pittsburgh Penguins einen neuen Vertrag über zwei Jahre.
Die Saison 2006/07 begann Marc-André Fleury mit einer herausragenden Leistung, als er beim 4:0-Sieg gegen die Philadelphia Flyers 40 Schüsse abwehrte und damit gleich ein Shutout verbuchen konnte. Am Ende der Saison hatte er 40 Spiele mit den Penguins gewonnen, was die zweitbeste Saisonleistung der Franchisegeschichte darstellte. Mit 67 absolvierten Partien, 3.905 Minuten auf dem Eis und 1.770 gehaltenen Schüssen stellte Fleury zudem drei neue interne Rekorde im Franchise der Pittsburgh Penguins auf. Mit dieser Leistung verhalf er den Penguins zum zweiten Platz in der Atlantic Division und damit zum erstmaligen Einzug in die Play-offs seit 2001. Dort traf das Team auf die Ottawa Senators, schied gegen diese allerdings nach fünf Spielen aus.
Nach Beginn der Saison 2007/08 stürzte Fleury im Dezember 2007 im Spiel gegen die Calgary Flames und musste daraufhin knapp fünf Minuten nach Spielbeginn verletzungsbedingt das Eis verlassen. Am nächsten Tag wurde dem Torhüter eine Knöchelverletzung diagnostiziert und er fiel für über zwei Monate aus. Sein Comeback gab er Anfang Februar 2008 zunächst in der AHL, wo er einige Einsätze für die Wilkes-Barre/Scranton Penguins bestritt, bevor er Ende des Monats beim Spiel gegen die Boston Bruins in die NHL zurückkehrte. Von den letzten 13 Saisonspielen gewannen die Penguins mit Torwart Fleury zehn und konnten sich damit an die Spitze der Atlantic Division setzen. Bei der Wahl zum Spieler des Monats März musste sich Fleury nur Alexander Owetschkin von den Washington Capitals geschlagen geben. In den Play-offs traf Pittsburgh wie bereits im Vorjahr auf die Ottawa Senators. Dabei gelang der Mannschaft mit vier Siegen in vier Spielen ein Sweep und die erfolgreiche Revanche für die Niederlage 2007. Nach einem Sieg gegen die New York Rangers schlug das Team auch den Lokalrivalen Philadelphia Flyers in den Finals der Eastern Conference. Fleury unterstrich seine Leistungen in den Play-offs mit einem Shutout im letzten Spiel der Serie. Die Penguins standen damit zum ersten Mal nach dem Titelgewinn 1992 wieder in der Finalserie um den Stanley Cup und trafen dort auf die Detroit Red Wings. Nach drei Niederlagen in den ersten vier Partien führte Fleury die „Pens“ beim 4:3-Sieg nach drei Overtime-Perioden im fünften Spiel wieder in die Serie zurück. In dem Spiel, das mit einer Spielzeit von knapp 110 Minuten das fünftlängste Finalspiel der NHL-Geschichte war, wehrte Fleury 55 Schüsse ab und wurde zum First Star des Spiels gewählt. Im sechsten Spiel konnten die Penguins ihren Heimvorteil allerdings nicht nutzen, sodass Detroit die Finalserie und damit den Stanley Cup gewann.

### Stanley-Cup-Gewinn (2008/09)

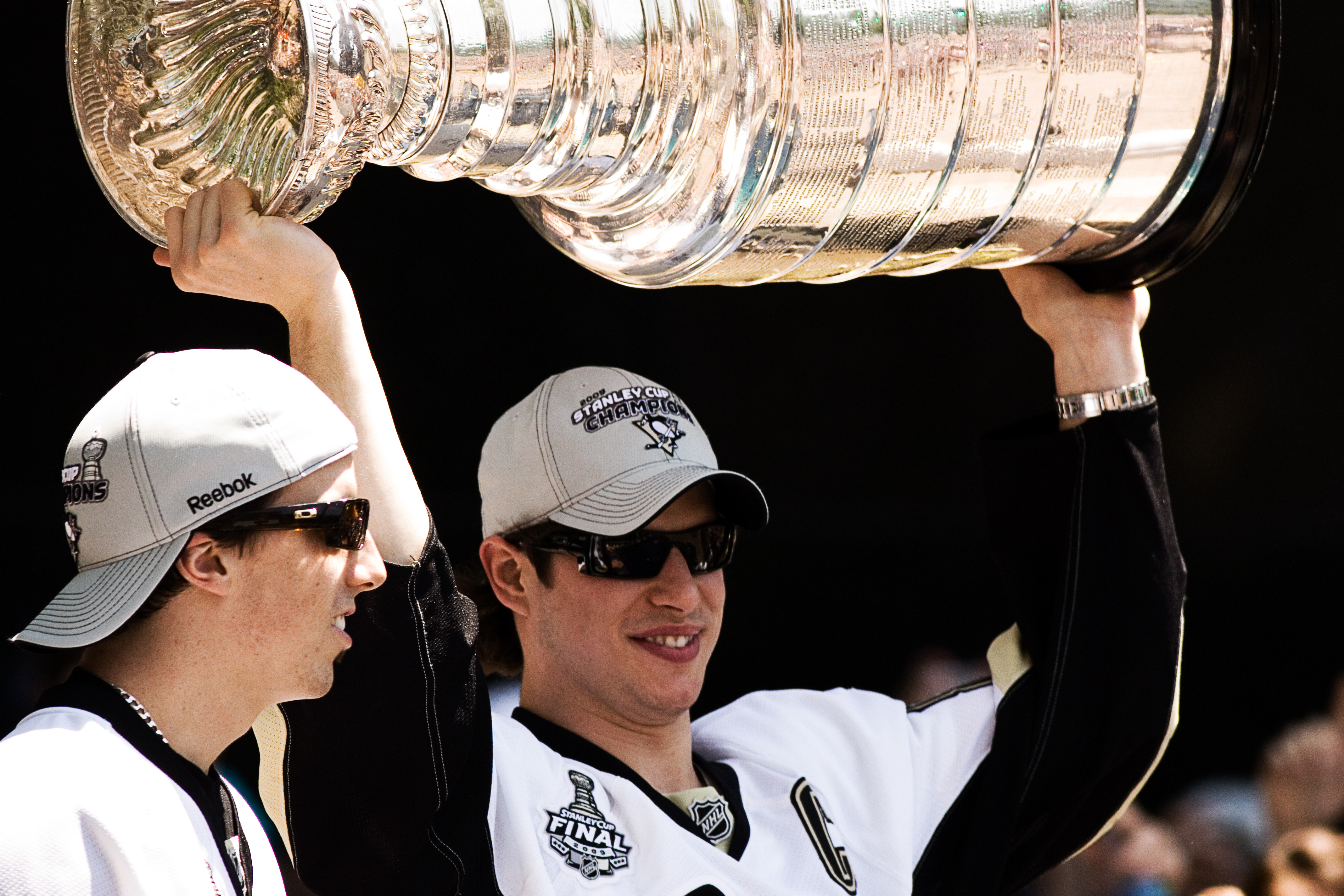
Fleury und Sidney Crosby mit dem Stanley Cup

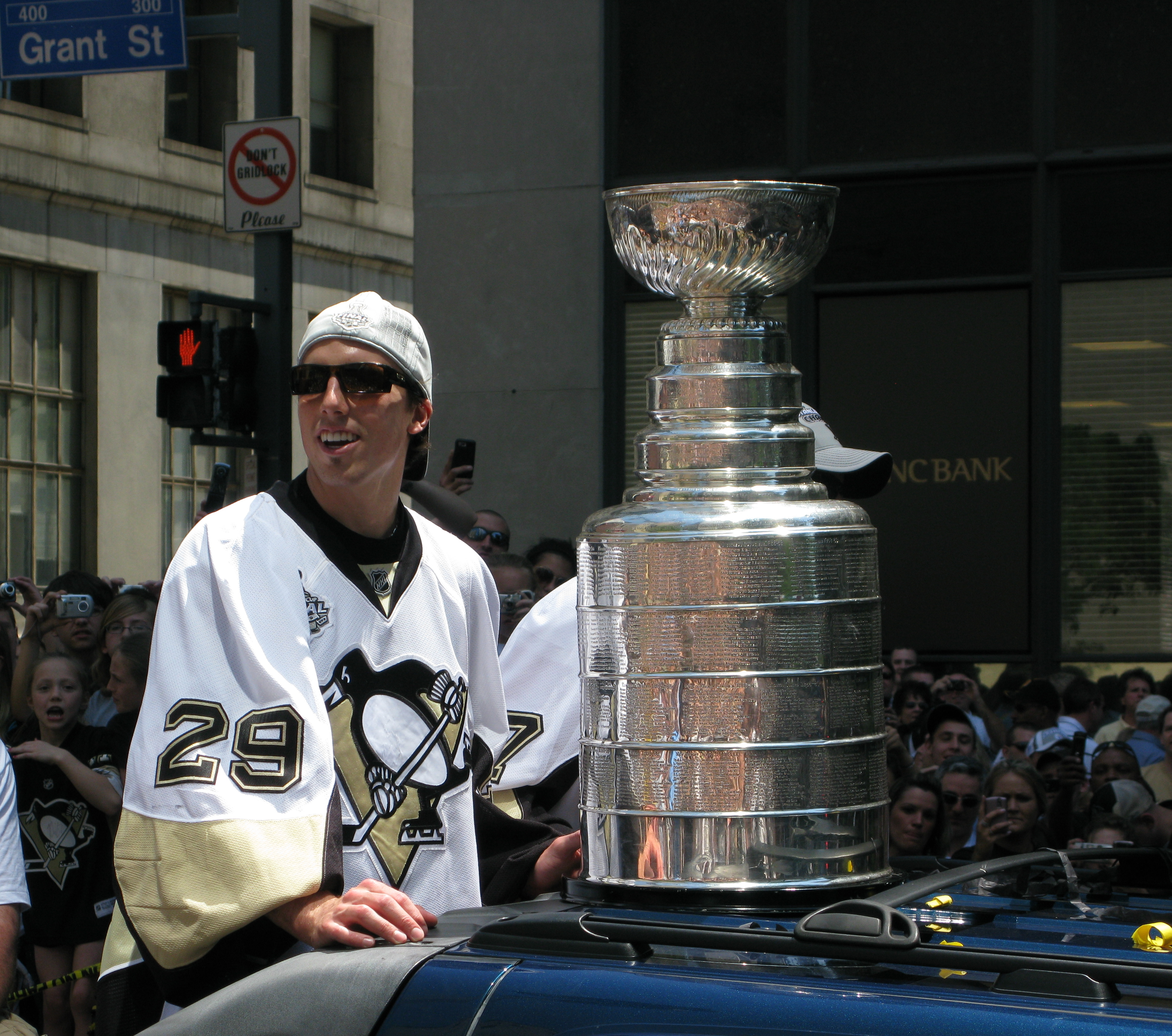
Fleury bei der Stanley-Cup-Parade in Pittsburgh

Vor Beginn der neuen Saison unterzeichnete Marc-André Fleury im Juli 2008 eine Vertragsverlängerung über sieben Jahre, die ihm insgesamt etwa 35 Millionen Dollar einbringen würde. Im dritten Saisonspiel gegen die New Jersey Devils stellte er mit 47 gehaltenen Schüssen eine neue persönliche Bestleistung in der regulären Saison auf, konnte damit aber trotzdem eine 1:2-Niederlage nicht verhindern. Nach einem Saisonstart mit acht Siegen in 14 Spielen zog sich Fleury Mitte November 2008 eine Verletzung an der Leiste zu und fiel erneut für einen Monat aus. Am 18. Dezember gab er sein Comeback beim Sieg gegen die Atlanta Thrashers und nahm wieder seine Stammposition im Tor ein, konnte allerdings zunächst nicht ganz an seine Leistungen vor der Verletzung anknüpfen. Erst Ende Februar 2009, kurz nachdem Dan Bylsma den Trainerposten in Pittsburgh übernommen hatte, begann eine Serie von sieben Siegen in Folge, während der Fleury am 1. März den 100. Sieg seiner NHL-Karriere verzeichnete. Am Ende der regulären Saison standen die Penguins auf dem zweiten Platz ihrer Division und dem vierten Platz der Eastern Conference, sodass sie zum dritten Mal in Folge für die Play-offs qualifiziert waren.
Dort gelang den Penguins nach Siegen gegen die Philadelphia Flyers und die Washington Capitals im Finale der Eastern Conference ein Sweep gegen die Carolina Hurricanes und somit der erneute Gewinn der Prince of Wales Trophy. In der Finalserie um den Stanley Cup standen wie im Vorjahr die Detroit Red Wings gegenüber. Obwohl sich der anfängliche Erfolg der Red Wings, die die ersten beiden Spiele zu Hause gewannen, wiederholte, gelang es Pittsburgh diesmal, die Serie im Anschluss auszugleichen. Dabei wehrte Fleury im vierten Spiel 37 Schüsse ab und wurde anschließend von den Fans zum First Star des Spiels gewählt. Da die Serie nach sechs Spielen immer noch unentschieden war, wurde das entscheidende siebte Spiel erzwungen. Beim Stand von 2:1 für Pittsburgh versuchten die Red Wings kurz vor Ende des Spiels durch das Einsetzen eines sechsten Angreifers die drohende Niederlage zu verhindern. Fleury konnte allerdings mit einer spektakulären Parade gegen zwei Schüsse von Henrik Zetterberg und Nicklas Lidström die Führung bewahren. Die Pittsburgh Penguins gewannen somit den Stanley Cup. Für Fleury war es der erste Gewinn der Trophäe.

### Nach 2009

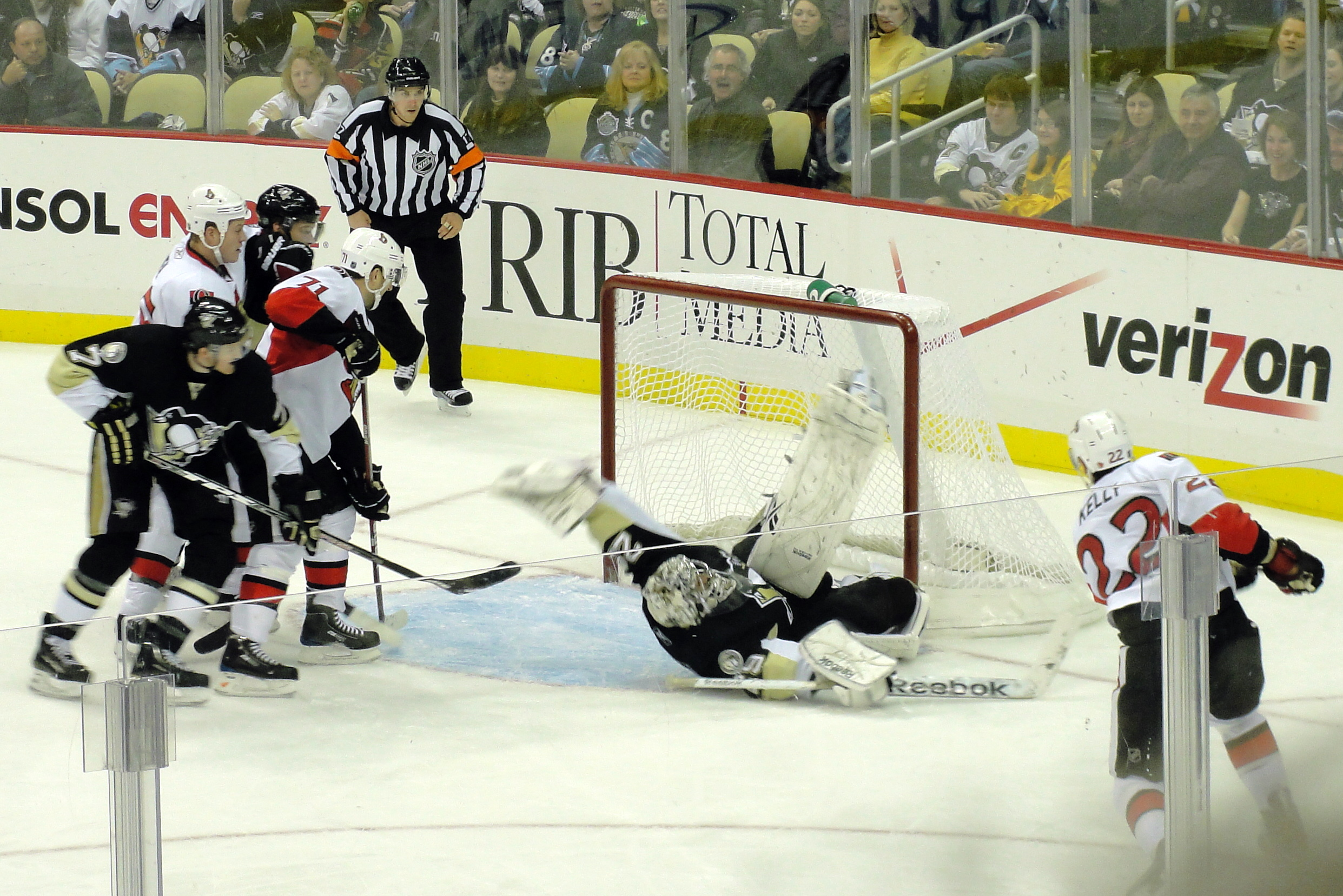
Marc-André Fleury pariert gegen Chris Kelly von den Ottawa Senators

Zu Beginn der Saison 2009/10 gelang Fleury eine Serie von acht Siegen mit den Penguins, bevor sich das Team im Laufe der Saison auf einem sicheren Play-off-Platz festsetzte. Wenige Tage vor Saisonende, am 6. April 2010, bestritt der Kanadier seinen 300. Einsatz in der NHL. Am Ende der Saison platzierte sich die Mannschaft – genau wie im Vorjahr – auf dem zweiten Platz der Atlantic Division und dem vierten Platz der Konferenz. Nach einem Sieg gegen die Ottawa Senators in der ersten Runde der Play-offs trafen die Penguins auf die Canadiens de Montréal. Obwohl Fleurys Team in der Serie dreimal in Führung ging, verloren sie schließlich im siebten Spiel mit 2:5 und schieden damit als Titelverteidiger in der zweiten Runde aus. Im letzten Spiel wurde Fleury beim Stand von 0:4 ausgewechselt.
Nach einem schwachen Auftakt der Saison 2010/11 mit sechs Niederlagen in den ersten sieben Spielen gelang Fleury am 12. November 2010 sein 150. Sieg in der NHL. Er war damit der siebtjüngste Torhüter der Ligageschichte, der diesen Meilenstein je erreichte. Nach diesem Spiel startete der Kanadier im November und Dezember 2010 eine Serie von elf Siegen in Folge. Damit standen die Penguins Mitte Dezember auf dem ersten Platz der Liga. Erst eine 2:3-Niederlage gegen die Philadelphia Flyers beendete die Siegesserie der „Pens“ und verdrängte sie von der Spitzenposition. Im Januar 2011 wurde Fleury in einem Fan-Voting zum NHL All-Star Game gewählt. Mit über 425.000 Stimmen belegte er den dritten Platz und war damit einer von sechs Spielern, die direkt von den Fans zum Spiel gewählt wurden; die anderen Teilnehmer wurden in einem Draft von den Teamkapitänen ausgesucht. Fleury spielte schließlich im Team von Nicklas Lidström, das das Spiel 11:10 gewann.

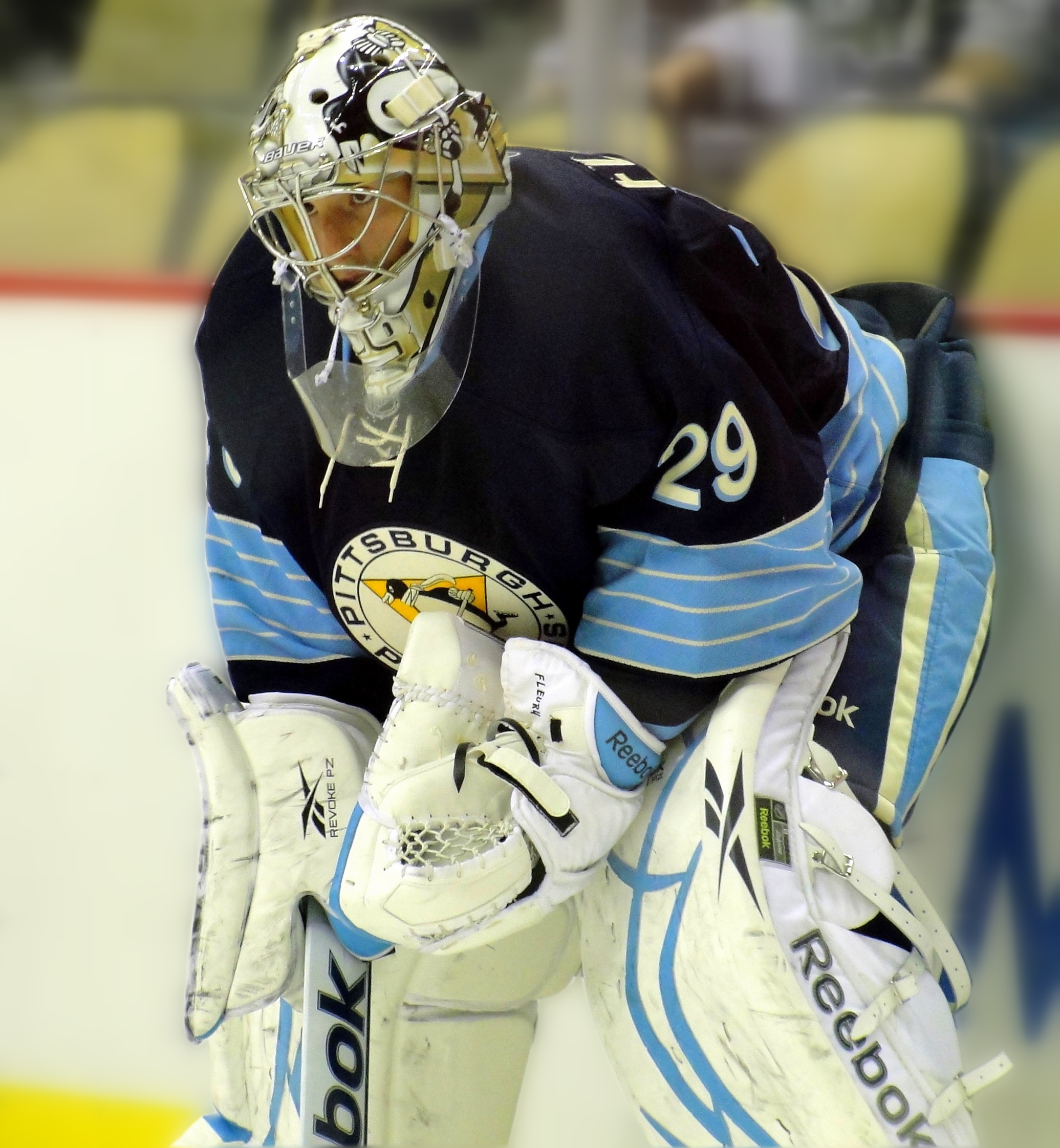
Fleury im Jahr 2011

Wenige Spieltage vor Saisonende stellte Fleury am 27. März 2011 einen neuen Franchiserekord auf, nachdem er zuvor für 150 Minuten und 14 Sekunden ohne Gegentor geblieben war. Erst ein Tor von Ryan Carter beendete die Serie. Am Saisonende hatte Fleury 36 Siege und einen Gegentorschnitt von 2,32 verbucht und war damit maßgeblich am Play-off-Einzug der Penguins beteiligt. Dafür wurde er mit dem Most Valuable Player Award der Pittsburgh Penguins, der mannschaftsinternen Trophäe für den wertvollsten Spieler der regulären Saison, ausgezeichnet. Das Team stand erneut auf dem zweiten Platz der Division und dem vierten Platz der Eastern Conference, wo es in der ersten Runde auf die Tampa Bay Lightning traf. Nachdem die Penguins in der Serie bereits 3:1 geführt hatten, gelang es Tampa Bay, diese noch zu drehen und nach sieben Spielen zu gewinnen.
Obwohl Kapitän Sidney Crosby zu Beginn der Saison 2011/12 fehlte, startete die Mannschaft um Fleury mit 21 Punkten aus den ersten 13 Spielen. Damit legten die Penguins früh den Grundstein für den erneuten Einzug in die Play-offs. Im Januar 2012 blieb Fleury über einen Zeitraum von zwölf Spielen ungeschlagen. Nach Ende der Saison hatte Marc-André Fleury insgesamt 42 Siege verzeichnet, womit er den Franchiserekord von Tom Barrasso aus der Saison 1992/93, in der die Penguins die Presidents’ Trophy gewannen, um einen Sieg verfehlte. Zudem egalisierte er seine eigene Rekordmarke von 67 bestrittenen Saisonspielen. Zum vierten Mal in Folge schlossen die Penguins damit die reguläre Saison mit derselben Platzierung ab. Als Zweite der Division und Vierte der Conference traf die Mannschaft auf die Philadelphia Flyers, konnte dort aber die hohen Erwartungen nicht erfüllen. Obwohl Pittsburgh einen 0:3-Rückstand in der Serie noch auf 2:3 aufholte, schieden sie nach der Niederlage im sechsten Spiel aus.
In der Saison 2015/16 gewann Fleury mit den Penguins ein zweites Mal den Stanley Cup, wobei er den Beginn der Playoffs verletzungsbedingt verpasste und in der Folge aufgrund starker Leistungen seitens Matt Murray nur auf zwei Einsätze kam. Mit Murray teilte sich Fleury die Einsatzzeit auch in der folgenden Saison 2016/17, an deren Ende er mit Pittsburgh seinen dritten Stanley Cup gewann.

### Vegas, Chicago und Minnesota
Im Juni 2017 wurde Fleury im NHL Expansion Draft 2017 von den Vegas Golden Knights ausgewählt. Dies war allerdings nur möglich, weil der Kanadier freiwillig auf die Durchsetzung seiner im Vertrag verankerten No-Movement-Clause (NMC) verzichtete. Zusätzlich zu dieser Wahl (und um andere Spieler vor einer Wahl zu schützen) schickte Pittsburgh ein Zweitrunden-Wahlrecht für den NHL Entry Draft 2020 nach Las Vegas. Mit dem Team erreichte er in den Playoffs 2018 überraschend das Finale um den Stanley Cup, unterlag dort allerdings den Washington Capitals.
Am Ende der Saison 2020/21 erhielt er gemeinsam mit Robin Lehner die William M. Jennings Trophy als Torhüterduo mit dem geringsten Gegentorschnitt der NHL. Wenig später wurde er auch erstmals mit der Vezina Trophy als bester Torwart der NHL ausgezeichnet, wobei er zum achten Spieler der NHL-Historie wurde, der beide Trophäen im gleichen Jahr auf sich vereinen konnte. Darüber hinaus berücksichtigte man ihn im NHL Second All-Star Team.
Trotz dieser Erfolge gaben ihn die Golden Knights im Juli 2021 an die Chicago Blackhawks ab und erhielten im Gegenzug aufgrund Fleurys hohen Gehaltes nur den Nachwuchsspieler Mikael Hakkarainen. Im Dezember 2021 verzeichnete er seinen insgesamt 500. Sieg in der NHL, wobei er kürzlich Ed Belfour (484) und Roberto Luongo (489) überholte. Mehr Siege erreichten nur Martin Brodeur (691) und Patrick Roy (551), sodass Fleury seither den dritten Rang in der ewigen Bestenliste belegte.
Zur Trade Deadline im März 2022 wurde Fleury im Tausch für ein konditionales Zweitrunden-Wahlrecht im NHL Entry Draft 2022 an die Minnesota Wild abgegeben. Aus diesem sollte eines für die erste Runde des gleichen Drafts werden, sofern Minnesota zwei Playoff-Runden gewinnt und Fleury dabei mindestens vier Siege für das Team verzeichnet; dies geschah jedoch nicht. Darüber hinaus übernahmen die Blackhawks weiterhin die Hälfte seines Gehalts. In Minnesota unterzeichnete der Kanadier dann im Juli 2022 einen neuen Zweijahresvertrag mit einem Gesamtvolumen von sieben Millionen US-Dollar.
Im Dezember 2023 erreichte Fleury als vierter Torhüter der NHL-Geschichte die Marke von 1000 bestrittenen Spielen der regulären Saison, nach Brodeur (1266), Luongo (1044) und Roy (1029). Nur wenig später verzeichnete er auch seinen 552. Sieg, sodass er in dieser Kategorie auf Rang zwei vorrückte und Roy überholte. Nach der Saison 2024/25 beendete der Kanadier seine aktive Karriere. Insgesamt hatte er 1051 Spiele absolviert und davon 575 gewonnen, womit er sich in beiden Kategorien in der ewigen NHL-Bestenliste auf dem zweiten Rang hinter Brodeur platzierte.

### International
Erstmals wurde Fleury 2003 ins Team Canada berufen, als er Ende des Jahres mit der Juniorennationalmannschaft an der U20-Weltmeisterschaft teilnahm, die in den kanadischen Städten Halifax und Sydney, der Heimatstadt von Fleurys damaligem Team, ausgetragen wurde. Dort zog er mit dem Team Canada nach dem Gruppensieg in der Gruppe B direkt ins Halbfinale ein, wo man die USA schlug. Im Finale trafen die Gastgeber damit auf die russische Mannschaft um Alexander Owetschkin. Trotz einer 2:3-Niederlage wurde Fleury als bester Spieler und bester Torhüter des Turniers ausgezeichnet, gleichzeitig wurde er auch ins All-Star Team der U20-Weltmeisterschaft gewählt.
Während Fleury seine erste Saison mit den Pittsburgh Penguins in der NHL verbrachte, erhielt er im Dezember 2004 erneut eine Einladung zur U20-Weltmeisterschaft in Finnland. Gleich im Eröffnungsspiel verzeichnete er dabei ein Shutout, als das Team Canada den Gastgeber mit 3:0 besiegte. Nachdem die Mannschaft alle vier Vorrundenspiele gewonnen und Fleury dabei nur vier Gegentore kassiert hatte, stand sie erneut direkt im Halbfinale, wo sie Tschechien mit 7:1 besiegte. Im Finale kam es so mit der Begegnung Kanada gegen die USA zu einer Neuauflage des Halbfinals aus dem Vorjahr. Nachdem die Kanadier lange in Führung lagen, wurde Fleury im Schlussdrittel noch dreimal überwunden, sodass die USA am Ende 4:3 siegten. Fleury gewann damit seine zweite Silbermedaille in Folge.

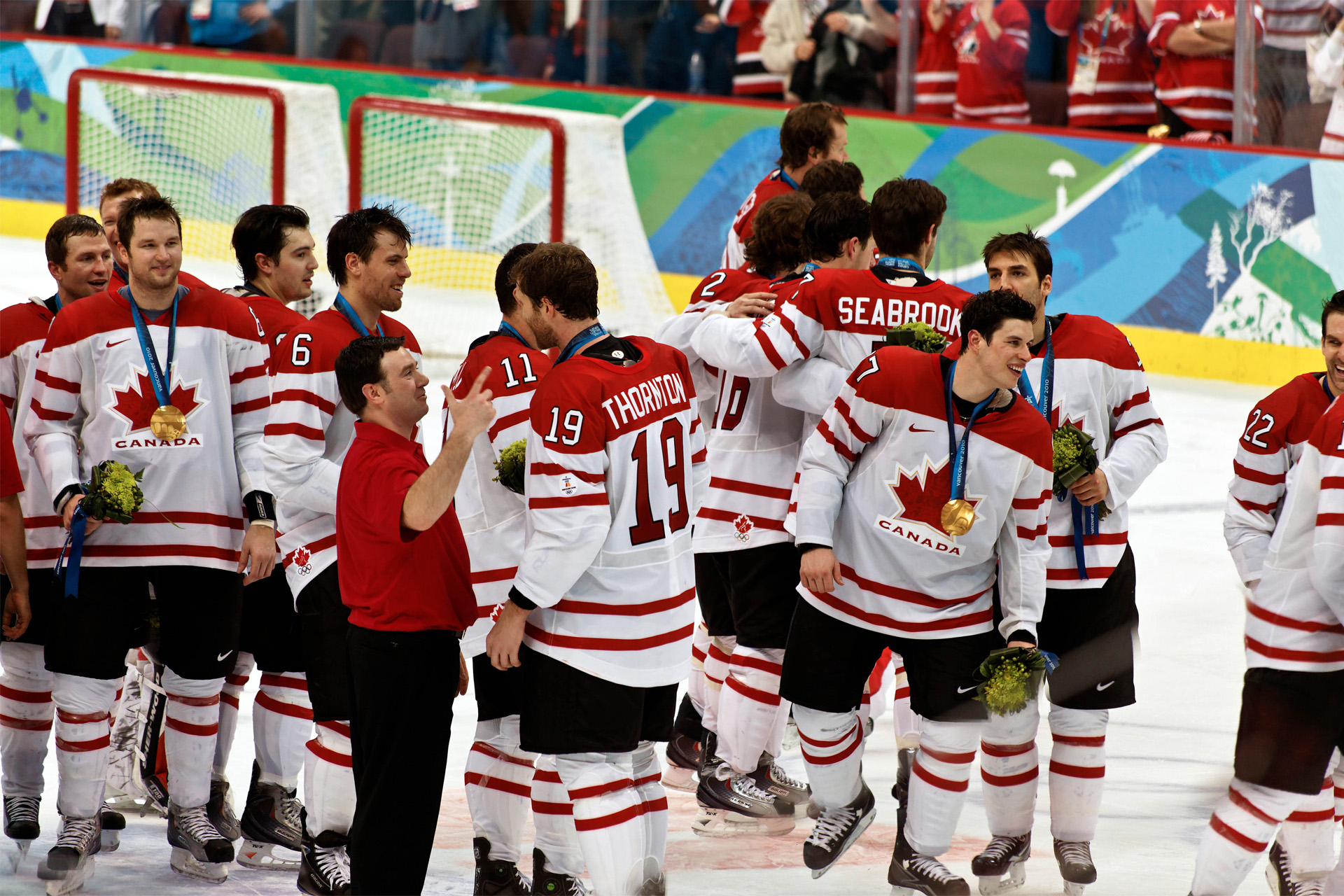
Die kanadische Mannschaft nach der Verleihung der Goldmedaille 2010

Obwohl er zuvor noch keinen Einsatz für die Herrenmannschaft des Team Canada bestritten hatte, wurde Fleury gemeinsam mit Roberto Luongo und Martin Brodeur als Torhütergespann für die Olympischen Winterspiele 2010 im kanadischen Vancouver nominiert. Nach dem zweiten Platz in der Vorrundengruppe und Siegen gegen die deutsche, russische und slowakische Auswahl in der K.O.-Runde des Turniers zog Kanada ins Finale um die Goldmedaille ein und traf dort auf die USA, die die Gastgeber in der Vorrunde als einziges Team geschlagen hatten. Durch einen 3:2-Sieg nach Verlängerung gewann das Team Canada die olympische Goldmedaille. Dabei wurde auch Fleury mit der Goldmedaille ausgezeichnet, obwohl er als Reservetorhüter keine einzige Minute eingesetzt wurde und die meiste Zeit auf der Tribüne verbrachte, während Brodeur als Reserve für Luongo bereitstand.
15 Jahre nach seinem letzten großen Turnier – zugleich wenige Tage nach dem Ende seiner NHL-Karriere – wurde bekannt, dass Fleury zum kanadischen Aufgebot bei der Weltmeisterschaft 2025 dazustieß. Nach den Stanley-Cup-Siegen und olympischem Gold stellte dies für ihn die Chance dar, in den Triple Gold Club aufgenommen zu werden. Die Kanadier scheiterten im Viertelfinale allerdings an Dänemark.

## Spielstil und Besonderheiten
Marc-André Fleury spielte, wie die meisten Torhüter in der National Hockey League in diesem Zeitraum, im Butterfly-Stil. Dabei ließ er sich auf die Knie fallen und spreizte die Unterschenkel mit den Beinschonern so weit wie möglich vom Körper ab. Gleichzeitig zog er die Schoner in der Mitte zusammen, um das sogenannte Five Hole, die Lücke zwischen den beiden Beinen, abzudecken. Bei nahen Schüssen und Bauerntricks wendete Fleury zudem häufig die „Paddle Down“-Technik an, bei der er den Schläger waagrecht auf das Eis stellte und so versuchte, den Puck abzuwehren.
Als größte Stärken Fleurys galten seine schnellen Reflexe und sein gutes Positionsspiel. Die Pittsburgh Penguins beschrieben ihn als agilen, schnellen und athletischen Torhüter, der besonders stark in Drucksituationen agierte. Außerdem gilt er als Spezialist für Shootouts.
Fleurys Markenzeichen waren seit Jugendtagen seine senfgelben Beinschoner und Handschuhe. Nachdem in der NHL-Saison 2007/08 durch einen Ausrüsterwechsel auch die Torwartkleidung der Pittsburgh Penguins vereinheitlicht wurde, lief er mit einem weiß-goldenen Modell auf. Bereits in der Ligue de hockey junior majeur du Québec trug Fleury die Rückennummer 29, die er bei seinem Wechsel in die AHL und die NHL beibehielt. Am 25. Januar 2008 wurde seine Rückennummer bei seinem Juniorenteam, den Cape Breton Screaming Eagles, gesperrt und ein Banner unter die Hallendecke gehängt. Er war damit der erste Spieler des Teams, dem diese Ehre zuteilwurde. Die Nummer 29 wird seitdem an keinen Spieler der Screaming Eagles mehr vergeben.
Fleurys Spitzname Flower leitet sich von seinem Nachnamen ab und ist die Übersetzung des französischen fleur (dt. Blume).

## Erfolge und Auszeichnungen
| - 2003 Teilnahme am CHL Top Prospects Game - 2003 CHL Third All-Star Team - 2003 Trophée Michael Bossy - 2003 Defensiver LHJMQ-Spieler des Jahres - 2003 LHJMQ Second All-Star Team - 2003 NHL-Rookie des Monats Oktober - 2005 AHL-Torhüter des Monats Oktober - 2009 Stanley-Cup-Gewinn mit den Pittsburgh Penguins - 2011 Teilnahme am NHL All-Star Game | - 2015 Teilnahme am NHL All-Star Game - 2016 Stanley-Cup-Gewinn mit den Pittsburgh Penguins - 2017 Stanley-Cup-Gewinn mit den Pittsburgh Penguins - 2018 Teilnahme am NHL All-Star Game - 2019 Teilnahme am NHL All-Star Game - 2020 Teilnahme am NHL All-Star Game (persönlicher Verzicht) - 2021 William M. Jennings Trophy - 2021 Vezina Trophy - 2021 NHL Second All-Star Team |

### International
| - 2003 Silbermedaille bei der U20-Junioren-Weltmeisterschaft - 2003 Most Valuable Player der U20-Junioren-Weltmeisterschaft - 2003 All-Star Team der U20-Junioren-Weltmeisterschaft | - 2004 Silbermedaille bei der U20-Junioren-Weltmeisterschaft - 2010 Goldmedaille bei den Olympischen Winterspielen |

## Karrierestatistik

### International
Vertrat Kanada bei:
- U20-Junioren-Weltmeisterschaft 2003
- U20-Junioren-Weltmeisterschaft 2004
- Olympischen Winterspielen 2010
- Weltmeisterschaft 2025

(Legende zur Torhüterstatistik: GP oder Sp = Spiele insgesamt; W oder S = Siege; L oder N = Niederlagen; T oder U oder OT = Unentschieden oder Overtime- bzw. Shootout-Niederlage; Min. = Minuten; SOG oder SaT = Schüsse aufs Tor; GA oder GT = Gegentore; SO = Shutouts; GAA oder GTS = Gegentorschnitt; Sv% oder SVS% = Fangquote; EN = Empty Net Goal; 1 Play-downs/Relegation; Kursiv: Statistik nicht vollständig)

## Privates
Marc-André Fleurys Familie wohnt noch heute in seiner Geburtsstadt Sorel. Sein Vater André arbeitet als Zimmerer. Er spielte in seiner Jugend ebenfalls Eishockey und war dort auf der Position des Centers aktiv. Dabei stand er gemeinsam mit Pierre Mondou in einer Jugendmannschaft, der später mit den Canadiens de Montréal drei Stanley Cups gewann. Marc-André Fleury wurde während seiner Zeit in der Ligue de hockey junior majeur du Québec häufig von seiner zwei Jahre jüngeren Schwester Marylene zu seinen Partien begleitet.
Im Juli 2012 heiratete Fleury seine langjährige Freundin Véronique Larosée in Montreal.  Beide wohnten in Sorel nur wenige Häuser voneinander entfernt, als sie sich im Alter von 15 Jahren kennenlernten.
Bekannt ist Fleurys Leidenschaft für Sportwagen. Er fährt unter anderem einen schwarzen Lamborghini Gallardo.